# جزمة فاخذة
الجزمة الفاخذة هي جزمة تمتد فوق الركبة إلى منتصف الفخذ على الأقل. تسمى هذه الجزمة أيضاً الجزمة فوق الركبة (استخدمت هذه التسمية أيضاً لجزمة الامتطاء الرجالية في القرن الخامس عشر، والتي تبنتها النساء لاحقاً).
تعتبر الجزمة الفاخذة أكثر إرضاءً للنساء طويلات الأرجل: «كلما كُنت أقصر، تظهر الساق قليلاً فوق الجزء العلوي من الجزمة، عند ارتداء جزمة تصل لفوق الركبة. يساعد الكعب العالي جداً على إعطاء وهم بالارتفاع، ولكن عندما يكون هناك جزمة تُظهر الساق بشكل كبير، فإن التأثير هو تقصيرك بصرياً».